# Kalliosaari (ö i Lappland, Östra Lappland, lat 66,07, long 28,50)
Kalliosaari är en ö i Finland. Den ligger i sjön Yli-Kitka och i kommunen Posio i den ekonomiska regionen  Östra Lapplands ekonomiska region  och landskapet Lappland, i den nordöstra delen av landet, 700 km norr om huvudstaden Helsingfors. Öns area är 0,6 hektar och dess största längd är 210 meter i öst-västlig riktning.